# 핀즈베리파크

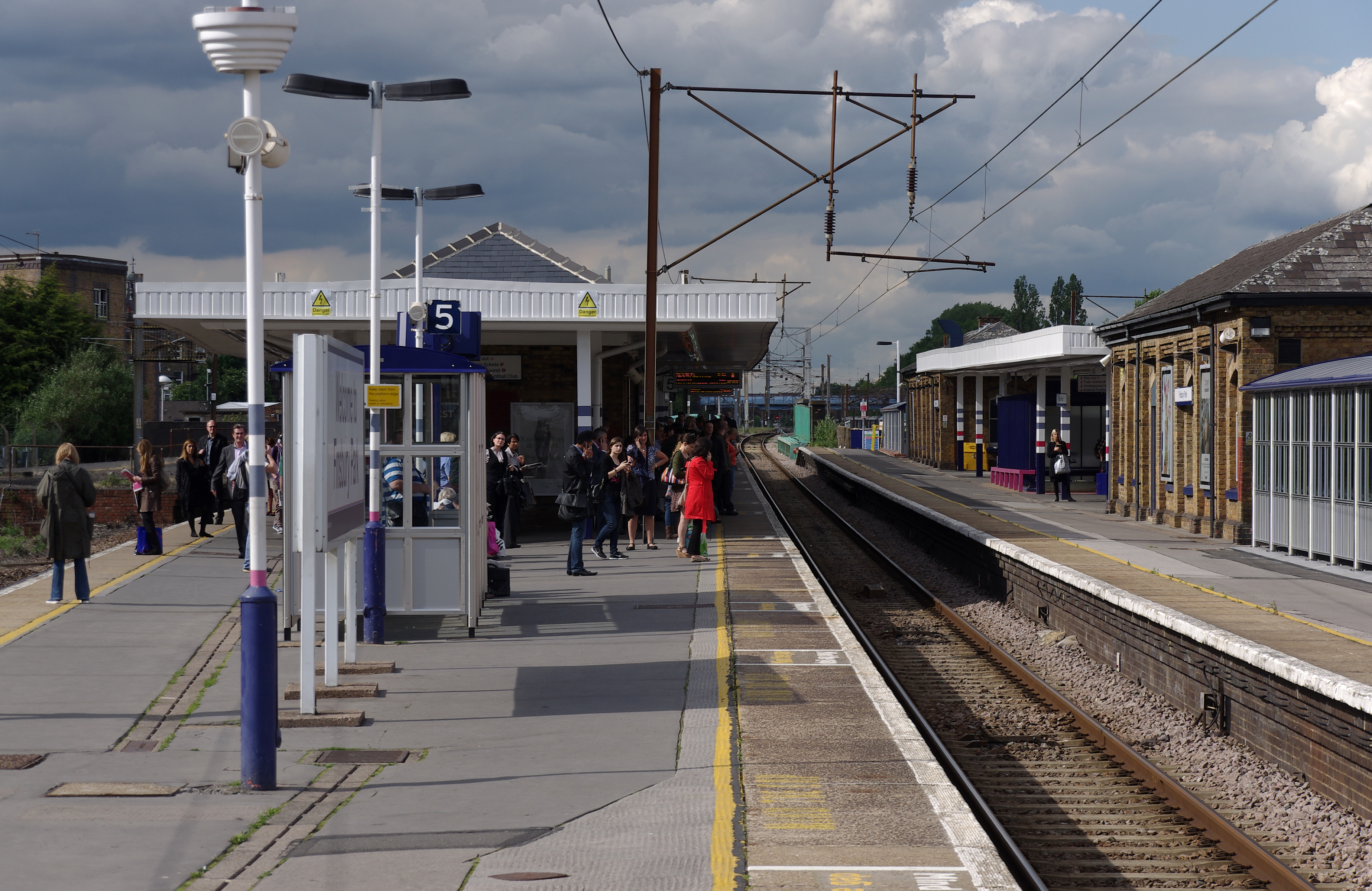

핀즈베리파크(영어: Finsbury Park)는 영국 잉글랜드 런던 북부에 위치한 지역이다.
지역 중심에는 핀즈베리파크 역이 있으며, 버스, 철도, 지하철 등의 교통의 요지이다. 또한, 이 지역에는 핀즈베리 공원이라는 110 에이커 넓이의 공원이 있다.